# Croanques
Croanques és un antic poble que forma part de la comuna de Teulís, a la subcomarca nord-catalana dels Aspres. En l'actualitat només en recorden la seva existència el Mas Croanques, les ruïnes de Santa Agnès de Croanques i algun altre topònim local.

## Història
Croanques apareix documentat per primera vegada el 20 de maig del 1020 quan Berenguer III i Sendred de Gurb, bisbe d'Elna, tornà a Udalgar, canonge i futur arxipreste d'Elna, l'Alou de Croanques, que aquest li havia cedit; en compensació, Udalgar s'obligava a un pagament anual de dos bens, quatre pernils, una "llesca" (barra) de ferro i un almud de vi de missa. Sembla que el lloc continuà sent un feu de l'església d'Elna durant un cert temps.
El lloc, com tants altres dels Aspres, no estigué mai gaire poblat. El fogatjament del 1359 ressenya 9 focs, o famílies -unes quaranta-cinc persones-, per a Croanques, indicant-ne el senyoriu de pertinença amb el text Loch de Croanques qui es den Arnau del Volo donzell (el lloc romangué anys a la família: Jaume del Voló n'era el senyor a començaments del segle xv). El fogatge del 1365 atribueix deu focs a Croanques, al més modern del 1515 s'indiquen 7 focs per al conjunt de Teulís i Croanques, i al del 1553 9, novament per al conjunt. En l'adveniment de la revolució francesa (1789) el senyoriu de Croanques requeia en Marie Delpàs de Camporrells, vídua de Jean-Étienne de Blanes, marquesa de Blanes i baronessa de Pià, Millars, Nefiac, Reglella (Illa), Sant Marçal, Teulís, Croanques, Montoriol de Munt i d'Avall, Pollestres, Fontcoberta (Queixàs), Sant Esteve del Monestir, entre altres llocs; aquest senyoriu ja estava en mans de la família Delpas des d'abans (Àngel Delpàs era senyor de Croanques a començaments del 1700).
El topònim Crouanques (forma afrancesada alternativa per Croanques) apareix el 1840 en la concessió de les mines de ferro del mateix nom que es feu a Jean Coste, i que ben segurament s'hauria aprofitat de l'antic forn de ferro de Teulís.
En l'actualitat recorden el lloc el mas Croanques i la gruta de Croanques", aquesta a 500 m d'altitud i a un quilòmetre al sud del nucli urbà. A les proximitats també hi ha un dolmen, la Caixa del Moro. Hom ha indicat l'existència d'un antic castell del segle x ("castell de Croanques") al terme.

## Santa Agnès de Croanques
El 1138, el bisbe (1130-1147) Udalgar de Castellnou uní a la mensa episcopal les dependències de diverses esglésies del seu domini patrimonial, una de les quals era la de Santa Agnès de Croanques. Només en resten, en el present (2013), les ruïnes de l'església en un indret a 590 m d'altitud devora el còrrec de Santa Agnès, en una elevació per dessobre la carretera D-618 Palaldà-Bulaternera.